# ジェウリス・ファミリア
ジェウリス・ファミリア・モヒカ（Jeurys Familia Mojica, スペイン語発音: [ˈxeuɾis faˈmilja]；1989年10月10日 - ）は、ドミニカ共和国サントドミンゴ出身のプロ野球選手（投手）。右投右打。FA。愛称はラ・ファーマ（La Fama）。

## 経歴

### プロ入りとメッツ時代
2007年7月13日にアマチュア・フリーエージェントでニューヨーク・メッツと契約してプロ入り。
2008年に傘下のルーキー級ガルフ・コーストリーグ・メッツでキャリアをスタートさせる。
2009年はA級サバンナ・サンドナッツでプレーし、24試合（先発23試合）に登板して10勝9敗、防御率2.69、109奪三振の成績を残した。
2010年はA+級セントルーシー・メッツで24試合に登板した。また、同年のオールスター・フューチャーズゲームでは世界選抜メンバーに選出された。
2011年は開幕をA+級セントルーシーで迎えた後、途中でAA級ビンガムトン・メッツに昇格し、2球団で計23試合に登板した。11月18日に40人枠入りした。
2012年はAAA級バッファロー・バイソンズで試合に28登板して9勝9敗、防御率4.73の成績を収め、9月4日にメジャー初昇格した。同日のセントルイス・カージナルス戦でメジャー初登板を果たした。これまでマイナーでは先発投手としての登板がほとんどであったが、この年の最終登板で唯一先発登板して4イニング（75球）無失点だった。
2013年は開幕を初めてメジャーで迎えたが、肘痛などで大半をリハビリに費やした。メジャーでは9試合に登板し、2年連続で勝敗なしだった。
2014年は年間通じてメジャーに在籍し、クローザーのヘンリー・メヒアへと繋ぐセットアッパーの地位を確立した。同年は76登板（リーグ3位）、防御率2.21などの成績を残した。
2015年は前年のクローザーのメヒアが禁止薬物の使用で出場停止となったため、ファミリアがクローザーを務めることとなった。7月下旬にセーブ機会で3回連続失敗するなどと一時的に調子を崩したが他は安定した投球を続け、76登板（リーグ5位タイ）、65交代完了（同1位）、43セーブ（同3位）、防御率1.88などの活躍で、チームの地区優勝に大きく貢献した。セーブ失敗は5試合で記録した。チームにとって9年振りとなったポストシーズンでは、10月9日のロサンゼルス・ドジャースとのディビジョンシリーズ第1戦でポストシーズン初登板を果たし、8回裏2アウト1塁から4者連続で打ち取り、初セーブを挙げた。ポストシーズン全体では12試合に登板し、14.2イニングで2失点（自責点1、防御率0.61）、5セーブと好投したものの、ワールドシリーズでは2試合もセーブ失敗を記録し、結果としてシリーズ敗退となってしまった。第1戦では、1点リードで迎えた8回裏二死一・三塁で登板して、ピンチを切り抜けたものの、続く9回裏アレックス・ゴードンにソロ本塁打を打たれて同点とされセーブ失敗した。第4戦では、1点リードの8回表2アウト1塁で登板したが、ダニエル・マーフィーのエラーでピンチが広がり、その後の2者連続安打で逆転を許し、セーブ失敗となった。
2016年は4月末までに8セーブ、5月は9セーブ、6月は10セーブと安定した投球を続け、7月26日のセントルイス・カージナルスとのダブルヘッダー第2戦でシーズン36セーブ目を挙げ、歴代3位となる52試合連続セーブ成功を達成した。8月13日のサンディエゴ・パドレス戦ではシーズン唯一の本塁打をウィル・マイヤーズから打たれて、セーブ失敗した。シーズン通算では78試合（リーグ5位）、防御率2.55、51セーブ（同1位、セーブ失敗5回）、67交代完了（同1位）を記録し、自身初の最多セーブのタイトルを受賞した。しかしサンフランシスコ・ジャイアンツとのワイルドカードゲームでは、同点の9回表に登板したものの、シーズン僅か6本塁打であったコナー・ギラスピーに決勝3点本塁打を打たれ敗戦投手となった。シーズンオフの11月1日にDV容疑で逮捕された。
2017年はシーズン開幕前の2月8日に第4回ワールド・ベースボール・クラシック（WBC）のドミニカ共和国代表に選出された。

### アスレチックス時代
2018年7月21日にウィル・トフィー、ボビー・ウォール、インターナショナル・ボーナス・プール（海外選手契約金枠）とのトレードで、オークランド・アスレチックスへ移籍した。この年は2チーム合計で70試合に投げ、8勝6敗18セーブ、防御率3.13を記録した。オフの10月29日にFAとなった。

### メッツ復帰
2018年12月13日にメッツと3年3000万ドルで契約を結んだ。
2021年オフの11月3日にFAとなった。

### フィリーズ時代
2022年3月15日にフィラデルフィア・フィリーズと600万ドルの単年契約を結んだ。シーズンでは38試合に登板して防御率6.09と振るわずに8月2日にDFAとなり、6日にFAになった。

### レッドソックス時代
2022年8月9日にボストン・レッドソックスとマイナー契約を結んだ。8月13日にメジャー契約を結んでアクティブ・ロースター入りした。レッドソックスでも不振から抜け出せず9月13日にDFAとなり、16日にFAとなった。

### ダイヤモンドバックス傘下時代
2023年1月25日にアリゾナ・ダイヤモンドバックスとマイナー契約を結び、スプリングトレーニングに招待選手として参加することになった。3月24日に自由契約となった。

### アスレチックス時代
2023年3月25日にオークランド・アスレチックスとメジャー契約を結んだ。5月4日にDFAとなり、5月6日にFAとなった。

## 投球スタイル
最速100.8mph（約162.2km/h）・平均96mph（約154km/h）のシンカーを中心に、平均96mph（約154km/h）のフォーシーム、平均87mph（約140km/h）のスライダー、稀に平均94mph（約151km/h）のスプリッターを使用する。GB%が約6割と高く、基本的にはシンカーなどでゴロを打たせて取るスタイルだが、奪三振率は9前後と奪三振能力も高い。2015年と2016年では全ての球種の空振り率が10%を越えており、特にスライダーとスプリッターはそれぞれともに24%と特に高い。

## 詳細情報

### 年度別投手成績
| 年 度     | 球 団     | 登 板 | 先 発 | 完 投 | 完 封 | 無 四 球 | 勝 利 | 敗 戦 | セ 丨 ブ | ホ 丨 ル ド | 勝 率 | 打 者 | 投 球 回 | 被 安 打 | 被 本 塁 打 | 与 四 球 | 敬 遠 | 与 死 球 | 奪 三 振 | 暴 投 | ボ 丨 ク | 失 点 | 自 責 点 | 防 御 率 | W H I P |
| --------- | --------- | ----- | ----- | ----- | ----- | -------- | ----- | ----- | -------- | ----------- | ----- | ----- | -------- | -------- | ----------- | -------- | ----- | -------- | -------- | ----- | -------- | ----- | -------- | -------- | ------- |
| 2012      | NYM       | 8     | 1     | 0     | 0     | 0        | 0     | 0     | 0        | 0           | ----  | 52    | 12.1     | 10       | 0           | 9        | 0     | 0        | 10       | 0     | 0        | 8     | 8        | 5.84     | 1.54    |
| 2013      | NYM       | 9     | 0     | 0     | 0     | 0        | 0     | 0     | 1        | 0           | ----  | 52    | 10.2     | 12       | 2           | 9        | 1     | 0        | 8        | 3     | 0        | 5     | 5        | 4.22     | 1.97    |
| 2014      | NYM       | 76    | 0     | 0     | 0     | 0        | 2     | 5     | 5        | 23          | .286  | 322   | 77.1     | 59       | 3           | 32       | 5     | 2        | 73       | 9     | 0        | 26    | 19       | 2.21     | 1.18    |
| 2015      | NYM       | 76    | 0     | 0     | 0     | 0        | 2     | 2     | 43       | 1           | .500  | 308   | 78.0     | 59       | 6           | 19       | 1     | 2        | 86       | 4     | 0        | 16    | 16       | 1.85     | 1.00    |
| 2016      | NYM       | 78    | 0     | 0     | 0     | 0        | 3     | 4     | 51       | 0           | .429  | 321   | 77.2     | 63       | 1           | 31       | 6     | 1        | 84       | 3     | 0        | 25    | 22       | 2.55     | 1.21    |
| 2017      | NYM       | 26    | 0     | 0     | 0     | 0        | 2     | 2     | 6        | 2           | .500  | 111   | 24.2     | 21       | 1           | 15       | 3     | 1        | 25       | 1     | 0        | 14    | 12       | 4.38     | 1.46    |
| 2018      | NYM       | 40    | 0     | 0     | 0     | 0        | 4     | 4     | 17       | 1           | .500  | 171   | 40.2     | 36       | 1           | 14       | 1     | 2        | 43       | 1     | 0        | 13    | 13       | 2.88     | 1.23    |
| 2018      | OAK       | 30    | 0     | 0     | 0     | 0        | 4     | 2     | 1        | 6           | .667  | 131   | 31.1     | 24       | 2           | 14       | 0     | 0        | 40       | 1     | 0        | 13    | 12       | 3.45     | 1.21    |
| '18計     | OAK       | 70    | 0     | 0     | 0     | 0        | 8     | 6     | 18       | 7           | .571  | 302   | 72.0     | 60       | 3           | 28       | 1     | 2        | 83       | 2     | 0        | 26    | 25       | 3.13     | 1.22    |
| 2019      | NYM       | 66    | 0     | 0     | 0     | 0        | 4     | 2     | 0        | 14          | .667  | 274   | 60.0     | 62       | 7           | 42       | 4     | 3        | 63       | 3     | 0        | 39    | 38       | 5.70     | 1.73    |
| 2020      | NYM       | 25    | 0     | 0     | 0     | 0        | 2     | 0     | 0        | 5           | 1.000 | 120   | 26.2     | 20       | 2           | 19       | 2     | 3        | 23       | 1     | 0        | 11    | 11       | 3.71     | 1.46    |
| 2021      | NYM       | 65    | 0     | 0     | 0     | 0        | 9     | 4     | 1        | 12          | .692  | 262   | 59.1     | 57       | 10          | 27       | 2     | 2        | 72       | 4     | 0        | 31    | 26       | 3.94     | 1.42    |
| 2022      | PHI       | 38    | 0     | 0     | 0     | 0        | 1     | 1     | 0        | 6           | .500  | 158   | 34.0     | 48       | 6           | 15       | 1     | 1        | 33       | 1     | 0        | 26    | 23       | 6.09     | 1.85    |
| 2022      | BOS       | 10    | 0     | 0     | 0     | 0        | 1     | 2     | 0        | 1           | .333  | 46    | 10.1     | 10       | 1           | 7        | 1     | 1        | 8        | 0     | 0        | 8     | 7        | 6.10     | 1.65    |
| '22計     | BOS       | 48    | 0     | 0     | 0     | 0        | 2     | 3     | 0        | 7           | .400  | 204   | 44.1     | 58       | 7           | 22       | 2     | 2        | 41       | 1     | 0        | 34    | 30       | 6.09     | 1.80    |
| 2023      | OAK       | 14    | 0     | 0     | 0     | 0        | 0     | 1     | 2        | 1           | .000  | 64    | 12.2     | 13       | 2           | 13       | 0     | 1        | 9        | 0     | 0        | 12    | 9        | 6.39     | 2.05    |
| MLB：12年 | MLB：12年 | 561   | 1     | 0     | 0     | 0        | 34    | 29    | 127      | 72          | .540  | 2392  | 555.2    | 494      | 44          | 266      | 27    | 19       | 577      | 31    | 0        | 247   | 221      | 3.58     | 1.37    |

- 2023年度シーズン終了時
- 各年度の太字はリーグ最高

### 年度別守備成績
| 年 度 | 球 団 | 投手（P） | 投手（P） | 投手（P） | 投手（P） | 投手（P） | 投手（P） |
| 年 度 | 球 団 | 試 合     | 刺 殺     | 補 殺     | 失 策     | 併 殺     | 守 備 率  |
| ----- | ----- | --------- | --------- | --------- | --------- | --------- | --------- |
| 2012  | NYM   | 8         | 0         | 3         | 0         | 0         | 1.000     |
| 2013  | NYM   | 9         | 1         | 0         | 0         | 1         | 1.000     |
| 2014  | NYM   | 76        | 5         | 10        | 3         | 0         | .833      |
| 2015  | NYM   | 76        | 5         | 11        | 0         | 1         | 1.000     |
| 2016  | NYM   | 78        | 2         | 15        | 0         | 1         | 1.000     |
| 2017  | NYM   | 26        | 1         | 4         | 1         | 0         | .833      |
| 2018  | NYM   | 40        | 2         | 3         | 0         | 0         | 1.000     |
| 2018  | OAK   | 30        | 1         | 2         | 0         | 0         | 1.000     |
| '18計 | OAK   | 70        | 3         | 5         | 0         | 0         | 1.000     |
| 2019  | NYM   | 66        | 3         | 5         | 0         | 1         | 1.000     |
| 2020  | NYM   | 25        | 1         | 4         | 0         | 0         | 1.000     |
| 2021  | NYM   | 65        | 3         | 7         | 0         | 0         | 1.000     |
| 2022  | PHI   | 38        | 3         | 1         | 2         | 0         | .667      |
| 2022  | BOS   | 10        | 0         | 0         | 0         | 0         |           |
| '22計 | BOS   | 48        | 3         | 1         | 2         | 0         | .667      |
| 2023  | OAK   | 14        | 0         | 1         | 0         | 0         | 1.000     |
| MLB   | MLB   | 561       | 27        | 66        | 6         | 4         | .939      |

- 2023年度シーズン終了時

### タイトル
- 最多セーブ投手：1回（2016年）

### 記録
MiLB
- オールスター・フューチャーズゲーム選出：1回（2010年）

MLB
- MLBオールスターゲーム選出：1回（2016年）

### 背番号
- 27（2012年 - 2018年7月20日）
- 32（2018年7月22日 - 2021年）
- 31（2022年 - 2023年）

### 代表歴
- 2017 ワールド・ベースボール・クラシック・ドミニカ共和国代表